# Голубев, Моисей Александрович
Моисе́й Алекса́ндрович Го́лубев (1824—1869) — русский библеист и экзегет, профессор Санкт-Петербургской духовной академии.

## Биография
Родился 5 (17) ноября 1824 года в Санкт-Петербурге в семье диакона Александра Голубова. При рождении родители назвали мальчика Михаилом. Спустя два дня в столице произошло сильное наводнение, во время которого Михаил мог утонуть, но этого не произошло. По предложению крёстных родителей Михаила: архимандрита Фотия (Спасского) и графини А. А. Орловой-Чесменской было решено присвоить мальчику имя — Моисей, в честь пророка Моисея, с этим именем его крестили. Отец умер через год после наводнения, а мать вышла замуж второй раз.
Окончил Александро-Невское духовное училище, затем, первым студентом, Санкт-Петербургскую духовную семинарию (1843).
В 1847 году окончил Санкт-Петербургскую духовную академию, со званием магистра за сочинение «История Александрийского училища» и с 6 октября был оставлен в академии бакалавром по Священному Писанию; преподавал герменевтику с историческим и истолковательным обозрением Священного Писания Ветхого и Нового Завета.
С 3 декабря 1848 года по 5 ноября 1851 года был помощником инспектора. С 28 марта 1850 года по 12 апреля 1856 года занимал должность эконома Санкт-Петербургской духовной академии.
С 21 августа 1852 года по 31 декабря 1856 года Голубев преподавал в академии английский язык. С 25 ноября 1853 года — экстраординарный профессор.
10 декабря 1856 года Голубев был уволен из духовного звания, 8 апреля 1857 года утверждён ординарным профессором.
В 1860 году был избран особый комитет по переводу Ветхого завета из трех профессоров: Моисея Александровича Голубева (после его смерти его место в комитете занял Павел Иванович Савваитов), Даниила Авраамовича Хвольсона и Евграфа Ивановича Ловягина.
В 1860-е вместе с Д. А. Хвольсоном Голубев переводил по поручению Святейшего Синода исторические и учительные книги Ветхого Завета с древнееврейского на русский язык, так называемый Синодальный перевод, перевод был доведен до середины Книги Иова (опубликован в приложении к «Христианскому чтению» за 1861—1871 годы). Также он участвовал в переводе «Церковной истории» Евсевия, бесед и толкований Иоанна Златоуста.
Имел чин статского советника (1863), был награждён орденами Св. Станислава 2-й и 3-й степени (1859, 1864), Св. Анны 2-й степени (1868).
От природы был слаб здоровьем, высокого роста, некрепкого телосложения, с впалой грудью. Почти постоянно страдал от кашля. Сидячая жизнь развила в нём геморрой,. Легко подвергался простудам. Серьёзно в первый раз заболел зимой 1868 года — воспалением легких. Вновь - в 1869 году перед Великим постом, но он продолжал поездки в академию; на своей квартире вместе с Д. А. Хвольсоном трудился над переводом истории Иова. Болезнь не прекращалась, и больной по советам врачей и сослуживцев, приняв экзамены студентов, отправился в Самару для лечения кумысом, — на выделенное Синодом пособие. Пробыв в Самаре 5 недель, Голубев вернулся в столицу. Болезнь усилилась, и Голубев не мог заснуть, даже когда принимал морфий.
Умер 22 августа (3 сентября) 1869 года. После смерти до похорон совершались панихиды — ректором академии протоиереем И. Л. Янышевым, ректором семинарии архимандритом Хрисанфом, преосвященным Павлом епископом Ладожским, из которых первый и последний были учениками покойного, а второй его сослуживцем по академии. Заупокойную литургию 25 августа совершил преосвященный Павел в сослужении о ректора академии бывшего смотрителя училища архимандрита Тихона и двоих священников, в отпевании приняли кроме них участие ректор семинарии; протоиерей Знаменской церкви А. А. Павловский, в приходе которой жил покойный, член духовно учебного комитета протоиерей С. В. Михайловский и много других протоиереев и священников, большею частью бывших академических товарищей и слушателей покойного. Был отпет 25 августа в лаврской Феодоровской церкви. Похоронен на Никольском кладбище Александро-Невской лавры. На надгробном памятнике высечены слова: «Иже свидетельства слово Божие».
Обширная библиотека и архив Голубева  поступили после его смертив Санкт-Петербургскую духовную академию. Среди книг была «Славянская Библия», подаренная архимандритом Фотием Спасским, её Голубев носил с собой на лекции.

## Труды
М. А. Голубев хорошо знал древние языки: древнееврейский, древнегреческий, латинский), а также немецкий, французский, английский), благодаря чему занимался переводами.
Написал «Обозрение посланий к Коринфянам», но успел издать лишь 1-й том (СПб., 1861); два остальные тома в рукописи хранились в библиотеке Санкт-Петербургской духовной академии. Полный список его работ был приведён в «Христианском чтении» (1869. Т. II. — С. 541. Опубликована была малая часть его трудов.